# Пірамід (озеро)
Пірамід (англ. Pyramid Lake) — озеро у безстічній улоговині за 64 км на північний схід від Рино, живиться водами річки Траки, що дренує озеро Тахо. Річка Траки впадає в озеро Пірамід з півдня. Озеро має близько 10% площі Великого Солоного озера, але має близько на 25% більше об'єму. Солоність становить приблизно 1/6, від солоності морської води.
Озеро є залишком плейстоценового висохлого плювіального озера Лахонтан (глибина озера сягала 290 м).
Пірамід розташовано на заході Невади у довгастій міжгірській западині між озером Рейдж на сході, хребтом Вірджинія на заході і хребет Па Ра (Pah Rah Range) на південному заході. Хребет Фокс і пустеля Смоук Крік розташовані на північ.
Назва озера походить від вражаючих конусо- або пірамідоподібних туфових формацій, що зустрічаються в озері і вздовж берегів. Найбільше таке утворення — острів Анаго, що є домівкою для великої колонії американських білих пеліканів.
Озеро цілком знаходиться на території індіанської резервації Пірамід-лейк, якою управляють індіанці: північні пайюти.